# زاگرب فیلم
زاگرب فیلم (انگلیسی:Zagreb Film) یک شرکت فیلم‌سازی واقع در کرواسی است. عمده شهرت این کمپانی فیلم‌سازی که در سال ۱۹۵۳ تأسیس گردیده، استودیو پویانمایی و هم چنین شکل‌گیری مکتب انیمیشن زاگرب در آن است. زاگرب فیلم در طی ۶ دهه فعالیت صدها فیلم انیمیشن، مستند، تبلیغات تلویزیونی، فیلم‌های آموزشی و البته چندین فیلم بلند تولید کرده‌است.

## پیشینه
از چهره‌های کلیدی زاگرب فیلم دوشان ووکوتیچ فیلم‌ساز و کارتونیست برنده جایزه اسکار اهل مونته‌نگرو در جمهوری فدرال سوسیالیستی یوگسلاوی و مهم‌ترین عضو مکتب پویانمایی زاگرب و از بنیانگذاران استودیو زاگرب فیلم بود. اولین موفقیت جهانی برای سینمای مونته‌نگرو در سال ۱۹۶۱ به دست آمد. دوشان ووکوتیچ برای انیمیشن جایگزین جایزه اسکار بهترین انیمیشن کوتاه را بدست آورد. در ۱۹۶۴ نیز وی با انیمیشن بازی نامزد دریافت جایزه اسکار بهترین انیمیشن بود.
زلاتکو گرگیچ، اَنیماتور و کارگردان فیلم اهل کرواسی از دیگر چهره‌های تأثیرگذار زاگرب فیلم است. او در پنجاه و دومین دوره جوایز اسکار نامردِ دریافتِ جایزهٔ اسکار بهترین فیلم کوتاه انیمیشن بود.
ووکوتیچ پس از افتتاح استودیو زاگرب فیلم در تأسیس استودیو پویانمایی آن مشارکت کرد. جدیت او و دیگر انیماتورهای این تشکل باعث شکل‌گیری مکتب انیمیشن زاگرب گردید. در مکتب زاگرب اصل کار بر سادگی و خلق کاراکترهایی بود که کودکان و بزرگسالان به تمام معنی آنها را در زندگی خود لمس کنند. طنز؛ سادگی و غلبه محتوی بر فرم از اصلی‌ترین عناصر تشکیل‌دهنده سیاست هنری انیماتورهای مکتب زاگرب بود. خالقان این انیمیشن‌ها موضوع را بسیار مهم می‌دانستند و سادگی در بیان آن را برای تماشاگران جاانداختند.

## فعالیت‌ها
از مهم‌ترین مجموعه‌های تلویزیونی انیمیشن که در زاگرب فیلم تولید شد پروفسور بالتازار (۱۹۶۷ تا ۱۹۷۸) قابل اشاره است. به نوعی این سریال تلویزیونی مهم‌ترین موفقیت هم از نظر استقبال مخاطبان و هم از منظر نقدهای مثبت مربوط به آن، شناخته می‌شود.
بازرس ماسکا (Inspector Mask) از دیگر مهم‌ترین انیمیشن‌های دهه ۶۰ زاگرب فیلم است.